# Jean Hillarion
Jean Hillarion, né le 4 janvier 1891 à Paris 6e et mort le 21 juillet 1926 à Montélimar, est un coureur cycliste français, professionnel de 1922 à 1926.

## Biographie
Jean Hillarion est domicilié au no 69 rue Buffon à Paris. Pendant la Première Guerre mondiale, il est fait prisonnier de 1914 à 1918.
Il a notamment remporté le Circuit de Paris en 1920 ainsi que Paris-Angers en 1924.

## Palmarès
- 1912
  - Paris-Meaux[3]
  - Nanterre-Mantes-Nanterre[3]
  - Paris-Beaugency
  - Grand Prix de Sarcelles[3]
  - Villiers-Meaux-Villiers[3]
  - 2e de Paris-Senlis
  - 2e de Paris-Vailly-sur-Aisne
  - 3e de Paris-Péronne
- 1919
  - Paris-Dieppe
  - Paris-Trouville[3]
- 1920
  - Paris-Bourganeuf[3]
  - Circuit de Paris
  - 2e de Paris-Nogent-le-Rotrou
  - 3e de Paris-La Flèche
  - 3e de Paris-Reims
- 1921
  - Paris-Nogent-le-Rotrou[3]
  - Circuit de l'Allier
  - 2e de Paris-Reims
  - 3e du Circuit Aisne-Oise
- 1922
  - Circuit du Jura
  - Paris-Bourganeuf
  - 1re étape du Critérium des Aiglons[3]
  - Paris-Soissons
  - Tours-Angers-Tours
  - Circuit des Charentes
  - Circuit d'Indre-et-Loire[3]
  - Paris-La Flèche
  - 2e de Paris-Bourges
  - 2e du Critérium des Aiglons
  - 3e du GP Wolber
- 1923
  - 1re étape de Paris-Saint-Étienne
  - Circuit de l'Aube :
    - Classement général
    - 1re étape[3]

  - Paris-Arras
  - Circuit des villes d'eaux d'Auvergne
  - 2e de Paris-Saint-Étienne
  - 3e du Circuit du Languedoc
- 1924
  - Paris-Angers
  - Circuit du Cantal
  - Marseille-Lyon
  - Circuit de l'Allier
  - Tours-Angers-Tours
  - 2e du Tour du Vaucluse
  - 3e du Circuit de Champagne
- 1925
  - Paris-Bourganeuf
  - 3e de Paris-Tours
- 1926
  - 2e et 6e étapes du Tour du Sud-Est
  - 3e du Tour du Sud-Est